# 千葉県道12号鎌ケ谷本埜線

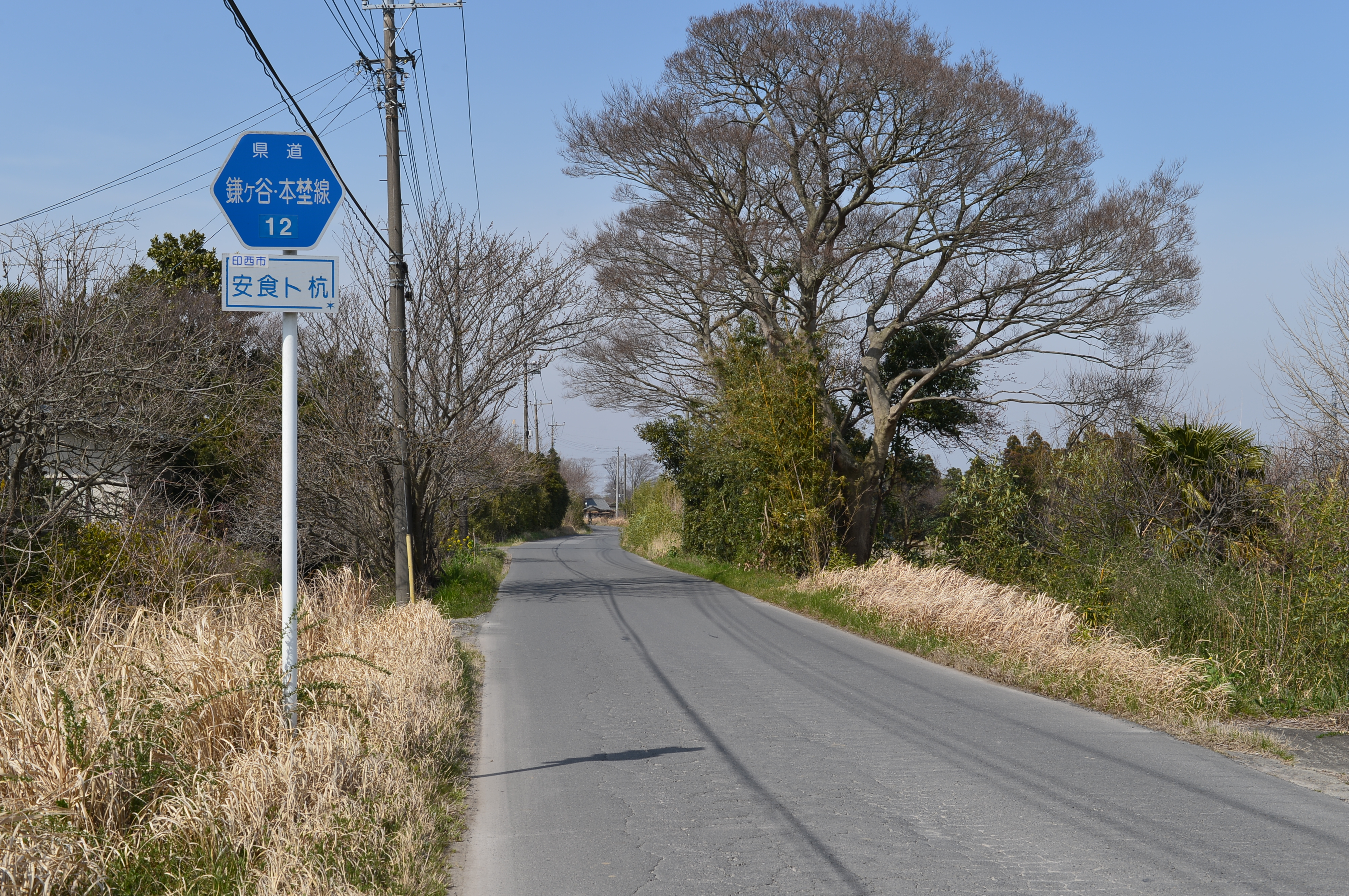
千葉県道12号鎌ヶ谷本埜線
印西市安食ト杭（2015年3月）

千葉県道12号鎌ケ谷本埜線（ちばけんどう12ごう かまがやもとのせん）は千葉県鎌ケ谷市から印西市に至る県道（主要地方道）である。

## 概要
千葉県鎌ケ谷市新鎌ケ谷の国道464号、千葉県道8号船橋我孫子線との交点である鎌ケ谷消防署前交差点を起点とし、白井市、船橋市を経て、印西市安食卜杭（あじきぼっくい）の国道356号との交点である長門橋交差点を終点とする路線。経路の大半は国道464号北千葉道路と重複するため、単独区間は印西市内の吉高交差点 - 終点までの区間にとどまる。単独区間は幅員が狭いため、印西市萩原と栄町安食を結ぶバイパスの整備が進められ、2024年（令和6年）3月27日に開通した。路線名の「本埜」は、終点のある旧自治体名であった本埜村が由来である。

### 路線データ
- 起点：鎌ケ谷市新鎌ケ谷（鎌ケ谷消防署前交差点）
- 終点：印西市安食卜杭（国道356号（利根水郷ライン）交点＝長門橋交差点）
- Google マップ

## 路線状況

### 重複区間
- 国道464号（鎌ケ谷市新鎌ケ谷・鎌ケ谷消防署前交差点〈起点〉 - 印西市吉高・吉高交差点）
- 千葉県道64号千葉臼井印西線（印西市草深・北総浄水場交差点 - 印西市竜腹寺・竜腹寺交差点）
- 千葉県道291号印西印旛線（印西市萩原・境田交差点- 印西市萩原）

## 地理

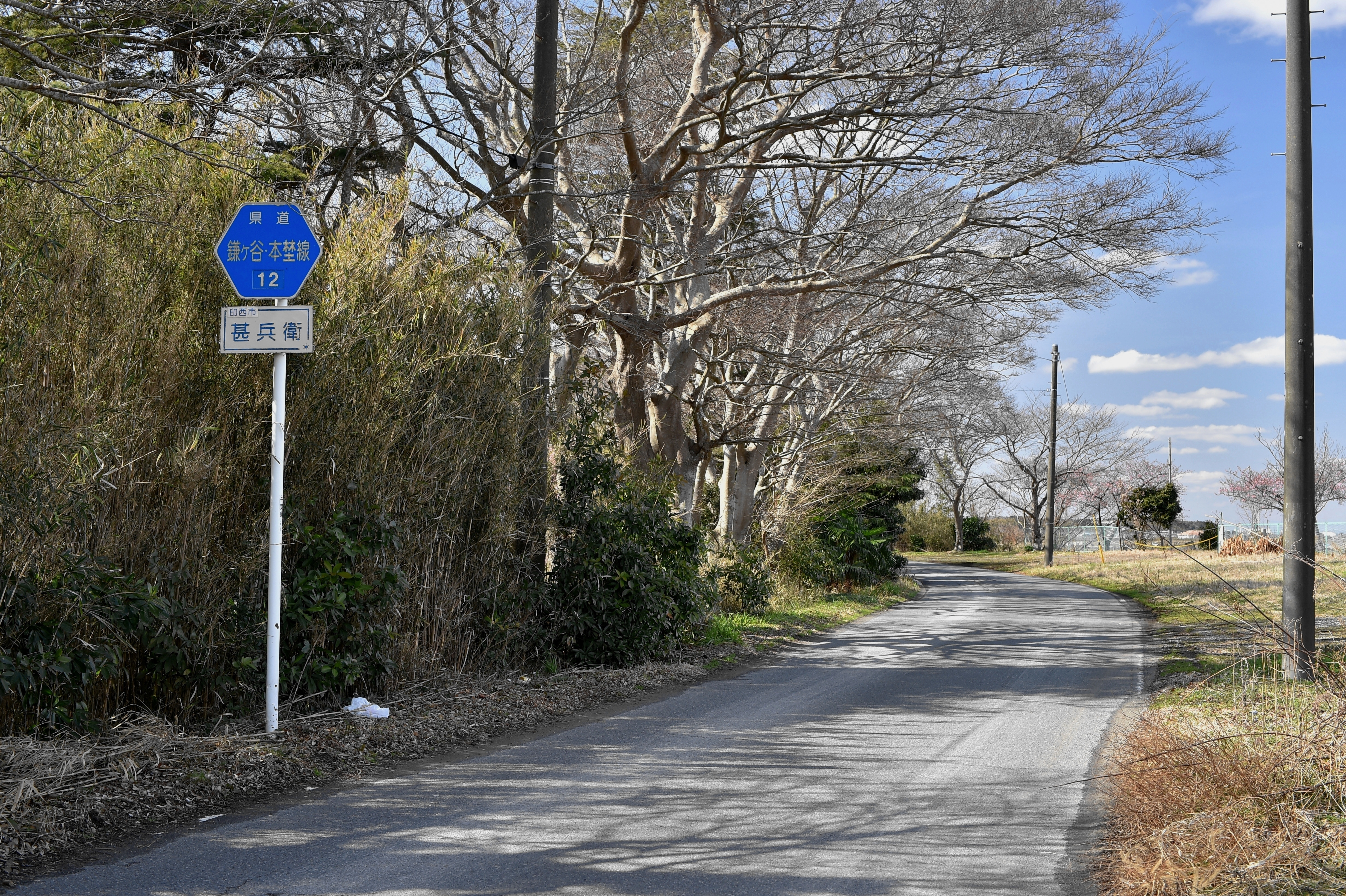
印西市甚兵衛（2024年2月）

### 通過する自治体
- 千葉県
  - 鎌ケ谷市
  - 柏市
  - 白井市
  - 船橋市
  - 印西市

柏市域を通過するのはわずかな区間であり、柏市内において接続道路はなし。

### 交差する道路
- 国道464号、千葉県道8号船橋我孫子線（鎌ケ谷市新鎌ケ谷、「鎌ケ谷消防署」交差点、起点）
- 千葉県道191号西白井停車場線（白井市根、「西白井駅」交差点）
- 千葉県道189号千葉ニュータウン北環状線（白井市根、「白井市根」交差点）
- 千葉県道59号市川印西線（白井市根、「白井大橋」交差点）
- 千葉県道192号白井停車場線（白井市復、「白井駅」交差点）
- 国道16号（船橋市小室町）
- 千葉県道4号千葉竜ヶ崎線（印西市草深、「草深交差点」）
- 千葉県道64号千葉臼井印西線（印西市草深、「北総浄水場」交差点）
- 千葉県道64号千葉臼井印西線（印西市竜腹寺、「竜腹寺」交差点）
- 千葉県道65号佐倉印西線（印西市鎌苅、「鎌苅北」交差点）
- 国道464号（印西市吉高、「吉高交差点」）
  - 上記の区間は国道464号の重複区間となっており標識の表示等が存在しない。
- 千葉県道291号印西印旛線（印西市萩原、「境田」交差点）
- 千葉県道291号印西印旛線（印西市萩原）
- 国道356号（印西市安食卜杭、「安食卜杭」交差点、終点）